# Stethantyx argentinensis
Stethantyx argentinensis är en stekelart som först beskrevs av Blanchard 1945.  Stethantyx argentinensis ingår i släktet Stethantyx och familjen brokparasitsteklar. Inga underarter finns listade i Catalogue of Life.